# Tayshaun Prince
Pour les articles homonymes, voir Prince.
Tayshaun Prince, né le 28 février 1980 à Compton en Californie (États-Unis), est un joueur américain de basket-ball. Sélectionné en 23e position de la draft 2002, Prince est un ailier bénéficiant d'une très grande envergure des bras ce qui fait de lui un bon défenseur. Il mesure 2,06 m pour 98 kg.

## Carrière universitaire
Tayshaun Prince a joué 4 saisons (1998-2002) pour les Wildcats du Kentucky, où ses moyennes universitaires sont de 13,1 points et 5,6 rebonds. Lors de sa saison junior (2000-2001), Prince a remporté le SEC Player of the Year. Les Wildcats du Kentucky ont gagné le SEC Tournament en 1999 et en 2001, où Prince a été nommé MVP du tournoi. Prince a notamment joué aux côtés de Keith Bogans durant son passage universitaire.
Ses deux meilleures performances individuelles en carrière universitaire sont :
- 31 points, 11 rebonds, 4 passes décisives et 4 interceptions lors de la victoire 79-59 des Wildcats sur North Carolina
- 41 points, 9 rebonds, 4 passes et 3 contres lors du Tournoi NCAA où les Wildcats affrontaient Tulsa.

## Carrière NBA
Il est sélectionné en 23e position de la draft 2002 de la NBA par les Pistons de Détroit. Sa saison 2002-2003 en tant que rookie est correcte et lui permet d'être intronisé dans le cinq majeur des Pistons lors de la saison 2003-2004, où il remporte son premier titre de Champion NBA.
Lors de la saison 2003-2004, Tayshaun Prince n’est que dans sa deuxième année NBA. Très discret durant sa campagne rookie (seulement 42 matchs joués et 10,4 minutes de moyenne), l’ailier sorti de Kentucky parvient à la surprise générale à faire son trou lors de ses premiers Playoffs. Opposé au Magic d’Orlando au premier tour, Detroit prend le tarif face à Tracy McGrady et décide alors, de manière un peu désespérée, de se tourner vers Prince pour ralentir T-Mac. Avec son envergure et son intelligence défensive, il met en difficulté la machine offensive floridienne et aide les Pistons à se remettre sur les bons rails, eux qui remontent un déficit de 3-1 pour ensuite remporter le Game 7 au Palace d’Auburn Hills, où Prince marque notamment 20 points. Durant le reste des séries éliminatoires, Tayshaun joue près de 30 minutes par match et devient donc un membre important de la rotation des Pistons, finalement éliminés par les Nets en Finales de Conférence. Grâce à ses belles performances pendant la postseason et ses qualités de chien de garde, le nouveau coach Larry Brown (qui avait remplacé Rick Carlisle en juin 2003) l’intègre à plein temps dans le cinq majeur la saison suivante. Au cours de cette dernière, Prince progresse et aide les Pistons à terminer à la seconde place de l’Est, derrière les Indiana Pacers. Après avoir fait le boulot lors des deux premiers rounds des Playoffs 2004, les deux poids lourds se donnent rendez-vous pour un duel fermé à double tour.
Battu 78-74 lors du Game 1, Detroit ne veut pas repartir du Conseco Fieldhouse avec deux défaites dans la tronche. Conscient de l’importance de la seconde rencontre, Rasheed Wallace active le mode grande bouche et balance au calme « nous allons gagner le Game 2 ». Dans un match monstrueux d’intensité où les défenses mangent complètement les attaques, chaque panier est crucial et on assiste à l’une des rencontres les moins prolifiques de l’histoire des Playoffs. Symbole de ce bar fight épique, les deux formations combinent 26 contres au total, dont 19 pour les Pistons ! Mais parmi ce festival de blocks, il y en a un qui va rester dans l’histoire. A 40 secondes de la fin, Detroit est en possession du ballon et mène 69-67. Autrement dit, les hommes de Larry Brown ont l’occasion de tuer la rencontre et ainsi baisser le nombre très élevé de décibels dans la salle. Malheureusement pour eux, le Sheed prend un cake de la part de Jermaine O’Neal, puis Chauncey Billups perd la gonfle en pénétration. Derrière, Jamaal Tinsley envoie Reggie Miller en contre-attaque pour une égalisation qui semble certaine, sauf pour Tayshaun Prince. Tapant un sprint depuis sa propre moitié de terrain, l’ailier sophomore des Pistons profite de la lente exécution de la légende des Pacers pour sortir un chase-down block tout simplement incroyable, avant de finir sa course dans le décor. À la suite de ce contre, Rip Hamilton récupère le ballon et assure la victoire aux Pistons depuis la ligne des lancers-francs.
En s’imposant dans ce Game 2, Detroit avait changé le cours de la série. Finalement vainqueurs en six manches, les Bad Boys 2.0 se qualifiaient pour les Finales NBA où les attendaient les Los Angeles Lakers de Shaq, Kobe, Payton et Malone. Condamnés d’avance face à l’armada californienne, les Pistons allaient prouver que le papier ne vaut rien face à la réalité du terrain. Supérieurs dans tous les compartiments du jeu, mais surtout au niveau du collectif et du cœur, les champions de la Conférence Est donnaient une leçon de basket à ceux qui étaient censés les écraser. Résultat, 4-1 pour Detroit, net et sans bavure ! Durant cette série, Tayshaun Prince avait une nouvelle fois montré sa capacité à défendre sur les meilleurs scoreurs adverses, en menant la vie dure à un Kobe Bryant qui s’était transformé en lanceur de briques professionnel (seulement 38,1 % au tir, pour 22,6 points de moyenne).
Avec le départ de Ben Wallace vers les Bulls de Chicago lors de l'inter-saison 2006, Tayshaun Prince s'est imposé dans l'équipe comme un titulaire indiscutable.
Il a remporté les J.O 2008 avec les États-Unis.
Le 12 janvier 2015, il est envoyé aux Celtics de Boston dans un échange à trois équipes (Memphis, New Orleans et Boston) .
Le 20 février, lors de la deadline Tayshaun Prince fait son grand retour dans sa franchise Pistons de Détroit.
Le 13 août 2015, il s'engage avec les Timberwolves du Minnesota pour un an et le minimum vétéran.

## Statistiques et moyennes de carrière
- Matchs joués : 908.
- Total de points : 10 807.
- Points par match : 11,9.
- Total de rebonds : 4 058.
- Rebonds par match : 4,5.

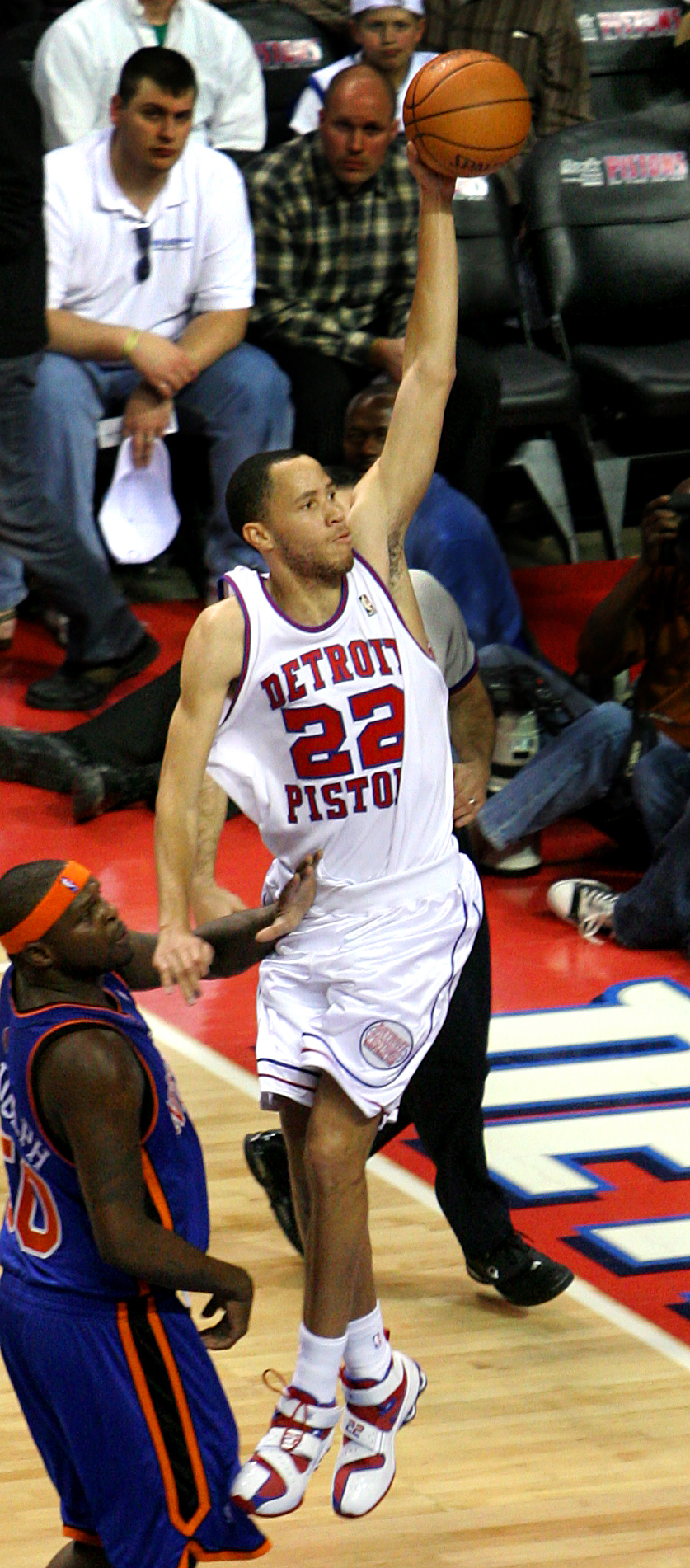
Tayshaun Prince en avril 2008.

- Total de passes décisives : 2 277.
- Passes décisives par match : 2,5.

(mise à jour le 16/01/2015, après son transfert aux Celtics de Boston).

## Palmarès

### En sélection nationale
- Médaillé d'or aux Jeux olympiques d'été de 2008.

### En franchise
- Champion NBA avec les Pistons de Détroit en 2004.
- Finales NBA contre les Spurs de San Antonio en 2005 avec les Pistons de Détroit.
- Champion de la Conférence Est en 2004 et 2005 avec les Pistons de Détroit.
- Champion de la Division Centrale en 2003, 2005, 2006, 2007 et 2008 avec les Pistons de Détroit.

## Records sur une rencontre en NBA
Les records personnels de Tayshaun Prince en NBA sont les suivants, :
| Type de statistique        | Saison régulière | Saison régulière           | Saison régulière  | Playoffs | Playoffs                | Playoffs      |
| Type de statistique        | Record           | Adversaire                 | Date              | Record   | Adversaire              | Date          |
| -------------------------- | ---------------- | -------------------------- | ----------------- | -------- | ----------------------- | ------------- |
| Points                     | 34               | @ Heat de Miami            | 1er novembre 2007 | 29       | Heat de Miami           | 31 mai 2006   |
| Paniers marqués            | 13               | 9 fois                     | 9 fois            | 11       | 3 fois                  | 3 fois        |
| Paniers tentés             | 26               | @ Mavericks de Dallas      | 17 mars 2009      | 20       | 2 fois                  | 2 fois        |
| Paniers à 3 points réussis | 6                | Knicks de New York         | 1er décembre 2006 | 4        | Cavaliers de Cleveland  | 7 mai 2006    |
| Paniers à 3 points tentés  | 7                | 4 fois                     | 4 fois            | 7        | 2 fois                  | 2 fois        |
| Lancers francs réussis     | 10               | 3 fois                     | 3 fois            | 7        | 2 fois                  | 2 fois        |
| Lancers francs tentés      | 11               | 2 fois                     | 2 fois            | 8        | 3 fois                  | 3 fois        |
| Rebonds offensifs          | 8                | Bucks de Milwaukee         | 2 février 2007    | 6        | Heat de Miami           | 25 mai 2006   |
| Rebonds défensifs          | 15               | @ Warriors de Golden State | 13 novembre 2008  | 10       | Nets du New Jersey      | 3 mai 2004    |
| Rebonds totaux             | 16               | @ Warriors de Golden State | 13 novembre 2008  | 12       | Pacers de l'Indiana     | 17 mai 2005   |
| Passes décisives           | 12               | Clippers de Los Angeles    | 20 mars 2009      | 9        | Cavaliers de Cleveland  | 21 mai 2007   |
| Interceptions              | 3                | 20 fois                    | 20 fois           | 4        | @ 76ers de Philadelphie | 27 avril 2008 |
| Contres                    | 4                | 4 fois                     | 4 fois            | 4        | 3 fois                  | 3 fois        |
| Balles perdues             | 7                | Celtics de Boston          | 2 mars 2010       | 5        | 2 fois                  | 2 fois        |
| Minutes jouées             | 55               | @ Rockets de Houston       | 18 mars 2009      | 55       | Nets du New Jersey      | 14 mai 2004   |

- Double-double : 45 (dont 7 en playoffs)
- Triple-double : 0

## Vie privée
- Son surnom est "Tay".
- Prince a été récompensé comme étant l'un des meilleurs joueurs High School de la Southern California par le LA Times. Il rejoint Baron Davis, Paul Pierce et Charles O'Bannon.
- Possède un diplôme en sociologie depuis mai 2002.

## Pour approfondir